# Corydoras isbrueckeri
Corydoras isbrueckeri är en fiskart som beskrevs av Knaack 2004. Corydoras isbrueckeri ingår i släktet Corydoras och familjen Callichthyidae. Inga underarter finns listade i Catalogue of Life.